# ديسمبر 2009
ديسمبر 2009 هو الشهر الثاني عشر من عام 2009. بدأ الشهر يوم الثلاثاء، وانتهى يوم الخميس بعد 31 يومًا.

## بوابة:أحداث جارية
| \| 1 ديسمبر 2009 (الثلاثاء) \| عدل \| تاريخ \| راقب \| تصفح \| |     |       |      |      |
| - وزارة الخارجية الإسرائيلية تحذر دول الاتحاد الأوروبي من مغبة اتخاذ قرار محتمل يعترف الاتحاد بمقتضاه بالقدس الشرقية عاصمة للدولة الفلسطينية. (الجزيرة) - محكمة العدل الدولية تبدأ بالاستماع إلى طعن رفعته صربيا ضد استقلال كوسوفو في جلسات تستمر تسعة أيام يستمع فيها أيضاً إلى آراء 29 بلد، ولن تتوج بحكم وإنما برأي استشاري غير ملزم متوقع بعد بضعة أشهر. (الجزيرة) - مدير الوكالة الدولية للطاقة الذرية الياباني يوكيا أمانو يتسلم مهام منصبه خلفاً للمصري محمد البرادعي، ويصف الوضع الذي تواجهه الوكالة بالعاصف وإن الوكالة لديها العديد من القضايا والتحديات الصعبة. (بي بي سي) |     |       |      |      |
| 1 ديسمبر 2009 (الثلاثاء) | عدل | تاريخ | راقب | تصفح |

| 1 ديسمبر 2009 (الثلاثاء) | عدل | تاريخ | راقب | تصفح |

| \| 2 ديسمبر 2009 (الأربعاء) \| عدل \| تاريخ \| راقب \| تصفح \| |     |       |      |      |
| - الرئيس الأمريكي باراك أوباما يعلن عن استراتيجيته الجديدة تجاه أفغانستان بالإعلان عن إرسال 30 ألف جندي إضافي، ويشدد على أن نجاح المهمة ضروري لأمن العالم، وذلك رغم تعهده في نفس الوقت بالبدء بانسحاب القوات الأمريكية من هناك في يوليو 2011. (الجزيرة) - الاستراتيجية التي أعلن عنها الرئيس الأمريكي بشأن أفغانستان تلقى تأييدًا دوليًا واضحًا رغم تردد بعض العواصم في الالتزام بتأييدها عمليًا، في حين اعتبرت أفغانستان قرار زيادة القوات الأمريكية خطوة هامة لاستعادة الأمن والاستقرار، بينما رأتها حركة طالبان فرصة لتقوية مقاومتها له. (الجزيرة) - الرئيس الإيراني محمود أحمدي نجاد (في الصورة) يقول بأن إيران ستقوم بتخصيب اليورانيوم بنفسها وبنسبة نقاوة 20%، فيما بدا بأنه ردٌ على الجهود الدولية الرامية إلى إيقاف النشاطات النووية الإيرانية والتي تراها مثيرة للشكوك. (بي بي سي) - وزارة الخارجية الإيرانية تعلن الإفراج عن البحارة البريطانيين الخمسة الذين كانوا محتجزين فيها منذ أسبوع بعد دخولهم للمياه الإيرانية عن طريق الخطأ. (بي بي سي) |     |       |      |      |
| 2 ديسمبر 2009 (الأربعاء) | عدل | تاريخ | راقب | تصفح |

| 2 ديسمبر 2009 (الأربعاء) | عدل | تاريخ | راقب | تصفح |

| \| 3 ديسمبر 2009 (الخميس) \| عدل \| تاريخ \| راقب \| تصفح \| |     |       |      |      |
| - انفجار في حافلة تقل ركاب إيرانيين في السيدة زينب بالقرب من دمشق ووقوع إصابات وضحايا، ووزير وزير الداخلية السوري سعيد سمور يقول إن الانفجار وقع بسبب خلل تقني في الحافلة وليس ناجمًا عن عمل إرهابي. (بي بي سي) - تفجير انتحاري في مقديشو يستهدف حفل تخرج طلبة إحدى الجامعات الصومالية يؤدي إلى مقتل 19 شخص على الأقل بينهم أربعة وزراء. (بي بي سي) |     |       |      |      |
| 3 ديسمبر 2009 (الخميس) | عدل | تاريخ | راقب | تصفح |

| 3 ديسمبر 2009 (الخميس) | عدل | تاريخ | راقب | تصفح |

| \| 4 ديسمبر 2009 (الجمعة) \| عدل \| تاريخ \| راقب \| تصفح \| |     |       |      |      |
| - مصادر أمنية مصرية تعلن اصطدام عبارتين لنقل الركاب في نهر النيل بمدينة رشيد في محافظة البحيرة بشمال مصر وإعلان انتشال ثلاث جثث ونجاة 12 شخصًا على الأقل ووجود ما يقارب 80 شخص في عداد المفقودين. (العربية) - هجوم يستهدف مسجداً وساحة تدريب عسكرية قرب مقر الجيش الباكستاني في مدينة راولبندي يؤدي إلى مقتل أكثر من 40 شخصاً وإصابة 83. (الجزيرة) - السلطات المغربية تعلن عن وصول رئيس المجلس العسكري الغيني النقيب موسى داديس كامارا (في الصورة) إلى المغرب لتلقي العلاج بعد نجاته من محاولة اغتيال أسفرت عن إصابته، في الوقت الذي أكدت فيه السلطات العسكرية الغينية استعادتها السيطرة على مقاليد الأمور. (الجزيرة) - سحب قرعة كأس العالم 2010 في كيب تاون. (بي بي سي) |     |       |      |      |
| 4 ديسمبر 2009 (الجمعة) | عدل | تاريخ | راقب | تصفح |

| 4 ديسمبر 2009 (الجمعة) | عدل | تاريخ | راقب | تصفح |

| \| 5 ديسمبر 2009 (السبت) \| عدل \| تاريخ \| راقب \| تصفح \| |     |       |      |      |
| - مجلس النواب العراقي يفشل في عقد جلسة طارئة لمناقشة تعديل قانون الانتخابات عشية انتهاء المهلة الممنوحة لنائب رئيس الجمهورية طارق الهاشمي لنقض القانون. (الجزيرة) - بدء التحقيق الرسمي في السعودية حول الكارثة التي نجمت عن السيول التي ضربت مدينة جدة وأدت إلى مقتل أكثر من 150 شخص. (بي بي سي) |     |       |      |      |
| 5 ديسمبر 2009 (السبت) | عدل | تاريخ | راقب | تصفح |

| 5 ديسمبر 2009 (السبت) | عدل | تاريخ | راقب | تصفح |

| \| 6 ديسمبر 2009 (الأحد) \| عدل \| تاريخ \| راقب \| تصفح \| |     |       |      |      |
| - وزير الدفاع الأمريكي روبرت غيتس يقول إنه لم ترد للولايات المتحدة معلومات عن أسامة بن لادن منذ سنوات وإنهم لو علموا عن مكانه لكانوا اعتقلوه. (بي بي سي) - الحكومة الصومالية تقيل قائد الشرطة وقائد الجيش بعد يومين من التفجير الانتحاري في مقديشيو والذي أودى بحياة ثلاثة وزراء وعدد آخر من الضحايا. (بي بي سي) - الناخبون البوليفيون يتوجهون إلى صناديق الإقتراع للمشاركة في الانتخابات الرئاسية، وتشير معظم استطلاعات الرأي إلى أن الفوز فيها سيكون من نصيب الرئيس الحالي ايفو مورالس (في الصورة). (بي بي سي) - رئيس الوزراء التركي رجب طيب أردوغان عشية سفره إلى الولايات المتحدة للقاء الرئيس الأمريكي باراك أوباما يستبعد إرسال قوات تركية إضافية إلى أفغانستان مع عدم ممانعة بلاده في المشاركة بتدريب قوات الأمن الأفغانية. (بي بي سي) |     |       |      |      |
| 6 ديسمبر 2009 (الأحد) | عدل | تاريخ | راقب | تصفح |

| 6 ديسمبر 2009 (الأحد) | عدل | تاريخ | راقب | تصفح |

| \| 7 ديسمبر 2009 (الإثنين) \| عدل \| تاريخ \| راقب \| تصفح \| |     |       |      |      |
| - الأمم المتحدة تحث مجلس الرئاسة العراقي على إعلان موعد الانتخابات بأسرع وقت ممكن بعد إقرار النواب قانون الانتخابات الجديد الليلة الماضية. (الجزيرة) - السلطات السودانية تفرج عن عدد من الوجوه المعارضة الذين ألقي عليهم القبض خلال مظاهرة نظمتها الحركة الشعبية لتحرير السودان في الخرطوم وشاركت فيها أطراف أخرى من المعارضة للمطالبة بإصلاحات ديمقراطية. (الجزيرة) - رئيس الوزراء الإسرائيلي بنيامين نتنياهو (في الصورة) يقول إن خلافاً للماضي عندما كان يتم التعامل مع حزب الله بصفته ميليشيا فإنه اليوم هو الجيش الحقيقي عوضا عن الجيش النظامي وذلك باعتباره القوة الملموسة التي تتسلح وتنتظم كجيش بمعنى الكلمة. (العربية) |     |       |      |      |
| 7 ديسمبر 2009 (الإثنين) | عدل | تاريخ | راقب | تصفح |

| 7 ديسمبر 2009 (الإثنين) | عدل | تاريخ | راقب | تصفح |

| \| 8 ديسمبر 2009 (الثلاثاء) \| عدل \| تاريخ \| راقب \| تصفح \| |     |       |      |      |
| - سلسلة انفجارات متتابعة تهز العاصمة العراقية بغداد تؤدي إلى مقتل 127 شخصًا على الأقل وإصابة 448 آخرين. (بي بي سي) - وزراء خارجية الدول الأعضاء في الاتحاد الأوروبي يتفقون على أن مدينة القدس يجب أن تكون عاصمة لإسرائيل والدولة الفلسطينية المستقبلية وذلك في نطاق تسوية سلمية للنزاع الفلسطيني - الإسرائيلي. (بي بي سي) - الرئيس الأفغاني حامد قرضاي (في الصورة) يقول بعد لقائه بوزير الدفاع الأمريكي روبرت غيتس أن القوات الأفغانية ستظل محتاجة إلى القوات الأجنبية لدعمها على مدى عقدين من الزمن وأن بلاده لن تكون قادرة على تكوين قوة تضاهي القوات الأجنبية بمصادرها الخاصة لفترة تتراوح ما بين خمسة عشر إلى عشرين عامًا. (الجزيرة) |     |       |      |      |
| 8 ديسمبر 2009 (الثلاثاء) | عدل | تاريخ | راقب | تصفح |

| 8 ديسمبر 2009 (الثلاثاء) | عدل | تاريخ | راقب | تصفح |

| \| 9 ديسمبر 2009 (الأربعاء) \| عدل \| تاريخ \| راقب \| تصفح \| |     |       |      |      |
| - الكنيست الإسرائيلي يوافق على استئناف مناقشة قانون يلزم الحكومة بإجراء استفتاء قبل الموافقة على الانسحاب من أي أرض محتلة جرى ضمها ضمن اتفاق سلام، وينطبق القانون الذي تدعمه الحكومة على القدس الشرقية ومرتفعات الجولان. (بي بي سي) - وزير الدفاع الإيراني أحمد وحيدي يقول أن بلاده سترد بضرب مواقع تصنيع الأسلحة والمنشآت النووية الإسرائيلية إذا قامت هذه الأخيرة بمهاجمة منشآت بلاده النووية. (العربية) - ملك الأردن عبد الله الثاني بن الحسين يقبل استقالة رئيس الوزراء نادر الذهبي (في الصورة)، ويعين سمير زيد الرفاعي رئيساً للوزراء. (العربية) |     |       |      |      |
| 9 ديسمبر 2009 (الأربعاء) | عدل | تاريخ | راقب | تصفح |

| 9 ديسمبر 2009 (الأربعاء) | عدل | تاريخ | راقب | تصفح |

| \| 10 ديسمبر 2009 (الخميس) \| عدل \| تاريخ \| راقب \| تصفح \| |     |       |      |      |
| - مصدر أمني مصري ينفي المزاعم الإسرائيلية بإنشاء جدار فولاذي على طول الحدود المصرية مع قطاع غزة على عمق كبير لمنع حفر الأنفاق والتهريب. (العربية) - الحكومة اللبنانية الجديدة تنال ثقة البرلمان اللبناني بأغلبية 122 نائباً من أصل 128 غاب منهم أربعة عن الجلسة وإمتنع نائب وحجب الثقة نائب آخر. (العربية) - رئيس الوزراء العراقي نوري المالكي (في الصورة) يقول في جلسة مغلقة للبرلمان العراقي حسب ما ذكره نواب أن كل الجرائم الأخيرة في العراق هي بسبب الخلافات السياسية والطائفية ويتهم منافسيه بتأجيج النزاع وهو ما أدى إلى وقوع هذه التفجيرات. (بي بي سي) - وزراء الحركة الشعبية لتحرير السودان وبعض الأحزاب الجنوبية يقاطعون جلسة لمجلس الوزراء كان من المقرر أن يجاز فيها عدد من القوانين محل الخلاف لأنهم اعتبروا الطريقة التي قدمت بها هذه القوانين إلى المجلس غير قانونية ولم يتم الاتفاق والنقاش بشأنها قبل طرحها في مجلس الوزراء حسب ما هو متفق عليه. (بي بي سي) - المدير العام السابق للوكالة الدولية للطاقة الذرية محمد البرادعي يقول أنه إذا قرر الترشح في الانتخابات الرئاسية في مصر عام 2011 فإنه سيخوضها مستقلاً ولن يترشح عن أي حزب. (رويترز) |     |       |      |      |
| 10 ديسمبر 2009 (الخميس) | عدل | تاريخ | راقب | تصفح |

| 10 ديسمبر 2009 (الخميس) | عدل | تاريخ | راقب | تصفح |

| \| 11 ديسمبر 2009 (الجمعة) \| عدل \| تاريخ \| راقب \| تصفح \| |     |       |      |      |
| - مستوطنون إسرائيليون يهاجمون مسجدًا في ياسوف بالقرب من سلفيت ويحرقونه بالكامل. (العربية) - المحكمة الدستورية العليا في تركيا تصدر قراراً بحظر حزب المجتمع الديمقراطي الموالي للأكراد ومنع كبار قادته من ممارسة العمل السياسي وذلك بتهمة ارتباطه بحزب العمال الكردستاني المحظور في تركيا. (بي بي سي) |     |       |      |      |
| 11 ديسمبر 2009 (الجمعة) | عدل | تاريخ | راقب | تصفح |

| 11 ديسمبر 2009 (الجمعة) | عدل | تاريخ | راقب | تصفح |

| \| 12 ديسمبر 2009 (السبت) \| عدل \| تاريخ \| راقب \| تصفح \| |     |       |      |      |
| - وزير الدفاع العراقي عبد القادر العبيدي يتهم المسؤولين عن الأمن في بلاده بالفشل باستغلال المعلومات الأمنية التي كانت متوافرة لديهم والتصرف للحيلولة دون وقوع الهجمات التي ضربت العاصمة بغداد يوم الثلاثاء الماضي وأودت بحياة 127 شخص. (بي بي سي) - وزير الخارجية الإيراني منوشهر متكي يقول إن بلاده مستعدة لمبادلة اليورانيوم المنخفض التخصيب بالوقود النووي حسب مسودة الاتفاق المقترح من الأمم المتحدة ولكن وفق شروطها وجدولها الزمني، وينتقد التوجه لفرض مزيد من العقوبات على بلاده. (الجزيرة) - عشرات الآلاف من نشطاء المناخ ينظمون مظاهرات وفعاليات احتجاجية في عدد من بلدان العالم في إطار يوم للتحرك العالمي من أنصار البيئة لحث زعماء العالم المجتمعين بالعاصمة الدانماركية كوبنهاغن على بذل المزيد من الجهود من أجل مكافحة التغير المناخي. (الجزيرة) |     |       |      |      |
| 12 ديسمبر 2009 (السبت) | عدل | تاريخ | راقب | تصفح |

| 12 ديسمبر 2009 (السبت) | عدل | تاريخ | راقب | تصفح |

| \| 13 ديسمبر 2009 (الأحد) \| عدل \| تاريخ \| راقب \| تصفح \| |     |       |      |      |
| - الحكومة الإسرائيلية تعتمد المزيد من الأموال المخصصة للمستوطنات بعد موجة من أعمال العنف بسبب تجميد مؤقت للبناء في مستوطنات الضفة الغربية. (رويترز) - حزب المؤتمر الوطني والحركة الشعبية لتحرير السودان يعلنان التوصل لاتفاق بشأن الإصلاحات الديمقراطية المتنازع عليها قبل الانتخابات التي ستجرى في العام المقبل والاستفتاء الذي سيجرى في جنوب السودان بشأن الاستقلال. (بي بي سي) - اجتماع لوزراء خارجية مجلس التعاون الخليجي في الكويت تحضيراً لإجتماع القمة الثلاثين والذي سيبدأ في الغد. (الجزيرة) - مرشد الثورة الإسلامية في إيران علي خامنئي (في الصورة) يحذر المعارضة المؤيدة للإصلاح بشدة ويتهمها بإنتهاك القانون بإهانتها مؤسس الجمهورية الإسلامية الإمام الخميني، والحرس الثوري الإيراني يهدد بمعاقبة من يقف وراء الإهانة، في حين عبرت المعارضة عن قلقها من تحضير السلطات لردود غير مسبوقة لاجتثاثها. (الجزيرة) |     |       |      |      |
| 13 ديسمبر 2009 (الأحد) | عدل | تاريخ | راقب | تصفح |

| 13 ديسمبر 2009 (الأحد) | عدل | تاريخ | راقب | تصفح |

| \| 14 ديسمبر 2009 (الإثنين) \| عدل \| تاريخ \| راقب \| تصفح \| |     |       |      |      |
| - حركة حماس تعلن أنها ستتجاهل أي قرارات تتخذها منظمة التحرير الفلسطينية بشأن مستقبل القيادة ومحادثات السلام مع إسرائيل. (رويترز) - الحكومة الأردنية الجديدة برئاسة سمير زيد الرفاعي تؤدي اليمين الدستورية أمام الملك عبد الله الثاني بن الحسين (في الصورة). (رويترز) - قادة دول مجلس التعاون الخليجي يطلقون في قمتهم بالكويت خططاً لقيام وحدة نقدية يفترض أن تفضي إلى عملة موحدة في غضون سنوات وربط الدول الست بشبكة كهربائية واحدة وشبكة أخرى للنقل الحديدي. (الجزيرة) |     |       |      |      |
| 14 ديسمبر 2009 (الإثنين) | عدل | تاريخ | راقب | تصفح |

| 14 ديسمبر 2009 (الإثنين) | عدل | تاريخ | راقب | تصفح |

| \| 15 ديسمبر 2009 (الثلاثاء) \| عدل \| تاريخ \| راقب \| تصفح \| |     |       |      |      |
| - رئيس السلطة الوطنية الفلسطينية محمود عباس يكرر أثناء افتتاحه جلسة المجلس المركزي قرار عدم ترشحه للانتخابات الرئاسية ويشدد على أهمية إجراء الانتخابات في موعدها وعلى كافة المستويات، المجلس بصدد تمديد فترة رئيس السلطة والمجلس التشريعي لحين إجراء الانتخابات. (العربية) - اختتام أعمال الدورة الثلاثين للقمة الخليجية في الكويت بالاتفاق على تشكيل قوة مشتركة للتدخل السريع لمواجهة الأخطار الأمنية، وتعيين مرشح بحريني لمنصب الأمين العام لمجلس التعاون، واتخاذ جملة قرارات اقتصادية من أبرزها وضع جدول زمني للوحدة النقدية الخليجية وإنشاء مجلس نقدي مشترك. (الجزيرة) - تفجيرات بسيارات مفخخة في بغداد والموصل تؤدي إلى مقتل ثمانية أشخاص وجرح آخرين. (بي بي سي) - إسرائيل تدين إصدار محكمة بريطانية مذكرة توقيف بحق وزيرة الخارجية الإسرائيلية السابقة تسيبي ليفني بتهمة ارتكاب جرائم حرب وتدعو الحكومة البريطانية للتحرك. (بي بي سي) - الأمير طلال بن عبد العزيز آل سعود (في الصورة) ينفي وجود أي توجه لتغيير نظام البيعة وولاية العهد في السعودية.-(سي إن إن) |     |       |      |      |
| 15 ديسمبر 2009 (الثلاثاء) | عدل | تاريخ | راقب | تصفح |

| 15 ديسمبر 2009 (الثلاثاء) | عدل | تاريخ | راقب | تصفح |

| \| 16 ديسمبر 2009 (الأربعاء) \| عدل \| تاريخ \| راقب \| تصفح \| |     |       |      |      |
| - المجلس المركزي في منظمة التحرير الفلسطينية يقرر تمديد ولاية الرئيس محمود عباس والمجلس التشريعي وذلك حتى إجراء الانتخابات الرئاسية والتشريعية، وحركة حماس ترفض القرار وتصف المجلس المركزي بغير الشرعي. (الجزيرة) - إيران تجري تجربة ناجحة لصاروخ سجيل2 المعدل، وتنديد غربي بالتجربة. (بي بي سي) - مجلس الأمة الكويتي يجدد الثقة برئيس الوزراء الشيخ ناصر المحمد الأحمد الصباح (في الصورة) بأغلبية ساحقة في جلسة استثنائية للتصويت على طلب بعدم التعاون معه بعد استجوابه الذي نوقش الأسبوع الماضي. (بي بي سي) |     |       |      |      |
| 16 ديسمبر 2009 (الأربعاء) | عدل | تاريخ | راقب | تصفح |

| 16 ديسمبر 2009 (الأربعاء) | عدل | تاريخ | راقب | تصفح |

| \| 17 ديسمبر 2009 (الخميس) \| عدل \| تاريخ \| راقب \| تصفح \| |     |       |      |      |
| - المعارضة الباكستانية تطالب الرئيس آصف علي زرداري (في الصورة) بالاستقالة بعد إبطال المحكمة العليا عفواً عاماً أسقط عنه وعدد آخر من وزرائه وكبار معاونيه تهماً بالفساد وتلقي رشى شملت مليارات الدولارات. (الجزيرة) - احتمالات التوصل لمعاهدة مناخ قوية تتضاءل قبل اليوم الأخير من القمة العالمية للمناخ المنعقدة بالدانمارك خاصة مع استمرار الخلافات حول سبل معالجة ظاهرة الانحباس الحراري ومساعدة الدول الفقيرة لمواجهتها. (الجزيرة) - الإعلان عن وفاة الرئيس السوري الأسبق أمين الحافظ. (الجزيرة) |     |       |      |      |
| 17 ديسمبر 2009 (الخميس) | عدل | تاريخ | راقب | تصفح |

| 17 ديسمبر 2009 (الخميس) | عدل | تاريخ | راقب | تصفح |

| \| 18 ديسمبر 2009 (الجمعة) \| عدل \| تاريخ \| راقب \| تصفح \| |     |       |      |      |
| - العراق يعلن عن قيام جنود إيرانيين بالتوغل داخل أراضيه والاستيلاء على حقل نفطي حدودي جنوب البلاد، وإيران تنفي. (الجزيرة) - القمة العالمية للمناخ المنعقدة في كوبنهاغن تتجاوز الموعد الرسمي المعلن لاختتام أعمالها من دون وجود بوادر للتوصل إلى اتفاق يسهم في مكافحة التغير المناخي. (بي بي سي) |     |       |      |      |
| 18 ديسمبر 2009 (الجمعة) | عدل | تاريخ | راقب | تصفح |

| 18 ديسمبر 2009 (الجمعة) | عدل | تاريخ | راقب | تصفح |

| \| 19 ديسمبر 2009 (السبت) \| عدل \| تاريخ \| راقب \| تصفح \| |     |       |      |      |
| - إيران تنفي الاتهامات العراقية بأن جنودها دخلوا إلى بئر نفطية في الأراضي العراقية وتؤكد أن البئر يقع داخل أراضيها بحسب الحدود الدولية المتعارف عليها، والعراق يقول أن البئر عراقية والاستيلاء عليها يعد إنتهاكاً لسيادة البلد ويدعو لحل سلمي وفوري للأزمة. (الجزيرة) - الرئيس السوري بشار الأسد يستقبل في دمشق رئيس الوزراء اللبناني سعد الحريري (في الصورة) الذي يقوم بزيارة رسمية إلى سوريا تستغرق يومين وهي الأولى منذ اغتيال والده رئيس الوزراء السابق رفيق الحريري في بيروت عام 2005. (بي بي سي) |     |       |      |      |
| 19 ديسمبر 2009 (السبت) | عدل | تاريخ | راقب | تصفح |

| 19 ديسمبر 2009 (السبت) | عدل | تاريخ | راقب | تصفح |

| \| 20 ديسمبر 2009 (الأحد) \| عدل \| تاريخ \| راقب \| تصفح \| |     |       |      |      |
| - الرئيس المصري محمد حسني مبارك (في الصورة) يستقبل رئيس مجلس الشورى الإيراني علي لاريجاني في أول لقاء بهذا المستوى الرفيع بين البلدين منذ تأزم العلاقات بينهما أبان الحرب الإسرائيلية على غزة العام الماضي. (بي بي سي) - رئيس الوزراء اللبناني سعد الحريري يصف محادثاته مع الرئيس السوري بشار الأسد بالبناءة والإيجابية، ويقول إن الزيارة ستتبعها خطوات عملية في مصلحة البلدين. (بي بي سي) - وزير الخارجية الإسرائيلي أفيجدور ليبرمان يحذر مدير المخابرات العامة المصرية عمر سليمان من خطر تعاظم دور إيران في المنطقة ويقول إن على مصر أن تشعر بالخوف حيال مخططات إيران أكثر من إسرائيل.-(سي إن إن) - مصادر أمنية يمنية تقول أن القائد الفعلي للحوثيين عبد الملك الحوثي أصيب بجراح بالغة خلال عملية قصف كادت أن تودي بحياته مما دفعه إلى مغادرة المنطقة التي كان يلجأ إليها، والحوثيون ينفون.-(سي إن إن) - البرلمان السوداني يقر إصلاحات تتصل بالأمن الوطني على الرغم الإحتجاجات من جانب المعارضة وسكان الجنوب الذين يرون إنها تمنح رجال الأمن سلطات واسعة ويمكن أن تتسبب في إفساد الانتخابات المقررة العام القادم. (رويترز) - وفاة رجل الدين الإيراني المعارض حسين علي المنتظري. (رويترز) |     |       |      |      |
| 20 ديسمبر 2009 (الأحد) | عدل | تاريخ | راقب | تصفح |

| 20 ديسمبر 2009 (الأحد) | عدل | تاريخ | راقب | تصفح |

| \| 21 ديسمبر 2009 (الإثنين) \| عدل \| تاريخ \| راقب \| تصفح \| |     |       |      |      |
| - رئيس الوزراء الإسرائيلي بنيامين نتنياهو يجري محادثات مطولة مع وزراء بالحكومة بشأن عملية التبادل المزمع القيام بها مع حركة حماس الذي تسيطر على قطاع غزة. (رويترز) - حشود كبيرة شاركت في تشييع جنازة رجل الدين الإيراني المعارض حسين علي المنتظري في مدينة قم، ومعلومات عن قيام بعض المشاركين بترديد شعارات مناهضة للحكومة. (رويترز) |     |       |      |      |
| 21 ديسمبر 2009 (الإثنين) | عدل | تاريخ | راقب | تصفح |

| 21 ديسمبر 2009 (الإثنين) | عدل | تاريخ | راقب | تصفح |

| \| 22 ديسمبر 2009 (الثلاثاء) \| عدل \| تاريخ \| راقب \| تصفح \| |     |       |      |      |
| - وزير الدفاع الإسرائيلي إيهود باراك (في الصورة) يقول أن إعادة الجندي الأسير جلعاد شاليط هو أولوية بالنسبة لإسرائيل، إلا إن إسرائيل غير مستعدة لأن تدفع أي ثمن مقابل إطلاق سراحه. (رويترز) - البرلمان السوداني يقر قانوناً متعلقاً بالاستفتاء في جنوب السودان الذي سيجري عام 2011، رغم معارضة الأحزاب الجنوبية للقانون. ويقضي القانون باستقلال الجنوب في حال تأييد 51% من الناخبين لهذا الخيار ولكن بشرط أن يشارك في الإقتراع 60% من الناخبين على الأقل، والأحزاب الجنوبية تقرر مقاطعة جلسات البرلمان وتتهم الحزب الحاكم بالتراجع عن الاتفاق الذي تم التوصل إليه الأسبوع الماضي بشأن هذا القانون. (العربية) |     |       |      |      |
| 22 ديسمبر 2009 (الثلاثاء) | عدل | تاريخ | راقب | تصفح |

| 22 ديسمبر 2009 (الثلاثاء) | عدل | تاريخ | راقب | تصفح |

| \| 23 ديسمبر 2009 (الأربعاء) \| عدل \| تاريخ \| راقب \| تصفح \| |     |       |      |      |
| - الوسيط الألماني لصفقة تبادل الأسرى بين حركة حماس وإسرائيل يسلم حماس الرد الإسرائيلي على الاتفاق المقترح لإطلاق سراح الجندي الإسرائيلي جلعاد شاليط مقابل الإفراج عن مئات السجناء الفلسطينيين، وحماس تقول إنها بحاجة إلى بضعة أيام لدراسة المسودة الجديدة. (رويترز) - مجلس الأمن الدولي يفرض عقوبات على إريتريا على خلفية اتهامها بتقديم مساعدات عسكرية للمسلحين في الصومال وتهديد جارتها جيبوتي. (الجزيرة) - أمين عام جامعة الدول العربية عمرو موسى يقول إن الطريق إلى رئاسة مصر مغلق، ويؤكد إنه لن يترشح لانتخابات الرئاسة عام 2011. (العربية) |     |       |      |      |
| 23 ديسمبر 2009 (الأربعاء) | عدل | تاريخ | راقب | تصفح |

| 23 ديسمبر 2009 (الأربعاء) | عدل | تاريخ | راقب | تصفح |

| \| 24 ديسمبر 2009 (الخميس) \| عدل \| تاريخ \| راقب \| تصفح \| |     |       |      |      |
| - انفجاران متزامنان بسيارة مفخخة وعبوة ناسفة في بغداد يؤديان إلى سقوط 31 قتيلاً و105 جرحى. (العربية) - حزب المؤتمر الوطني والحركة الشعبية لتحرير السودان يعلنان أن البرلمان السوداني سيراجع القانون الخاص بالاستفتاء على استقلال جنوب السودان على أمل تفادي نشوب أزمة سياسية. (رويترز) |     |       |      |      |
| 24 ديسمبر 2009 (الخميس) | عدل | تاريخ | راقب | تصفح |

| 24 ديسمبر 2009 (الخميس) | عدل | تاريخ | راقب | تصفح |

| \| 25 ديسمبر 2009 (الجمعة) \| عدل \| تاريخ \| راقب \| تصفح \| |     |       |      |      |
| - حركة الجهاد الإسلامي وكتائب شهداء الأقصى يعلنان في بيان مشترك مسؤوليتهما عن قتل إسرائيلي بالرصاص في هجوم وقع الليلة الماضية في الضفة الغربية. (العربية) - البابا بينيدكتوس السادس عشر يتعرض لاعتداء في بداية قداس عيد الميلاد بمنتصف الليل في قلب كاتدرائية القديس بطرس، إلا إنه واصل برنامجه لعيد الميلاد بالقداس الليلي والمباركة البابوبة عند منتصف النهار. (العربية) - حركة طالبان تنشر تسجيل فيديو لجندي أمريكي أسر في الصيف، والجيش الأمريكي يصفة بأنه دعاية ويعتبر نشره يوم عيد الميلاد قرار يتسم بالوحشية. (رويترز) - الملكة إليزابيث الثانية (في الصورة) ملكة بريطانيا تصف في رسالتها السنوية بمناسبة عيد الميلاد عام 2009 بأنه عام صعب. (رويترز) |     |       |      |      |
| 25 ديسمبر 2009 (الجمعة) | عدل | تاريخ | راقب | تصفح |

| 25 ديسمبر 2009 (الجمعة) | عدل | تاريخ | راقب | تصفح |

| \| 26 ديسمبر 2009 (السبت) \| عدل \| تاريخ \| راقب \| تصفح \| |     |       |      |      |
| - إنفجار في الضاحية الجنوبية لبيروت يسفر عن مقتل شخصين على الأقل يرجح أن أحدهما ناشط بحركة حماس. (بي بي سي) - القوات الإسرائيلية تقتل بالرصاص ثلاثة فلسطينيين في نابلس بعد إتهامهم بقتل مستوطن إسرائيلي قبل يومين وتقتل ثلاثة آخرين في قطاع غزة. (رويترز) - مسؤولون أمريكيون يعتقلون نيجيريًا يعتقد أنه مرتبط بتنظيم القاعدة بعد أن حاول تفجير عبوة ناسفة على متن طائرة ركاب أمريكية عند اقترابها من ديترويت. (رويترز) - العراق ينشر عشرات الآلاف من الجنود كجزء من الإجراءات الأمنية لحماية الزوار الشيعة في ذكرى يوم عاشوراء. (رويترز) - اندلاع اشتباكات في إيران بين المعارضة والقوات الحكومية مع حلول ذكرى عاشوراء. (رويترز) |     |       |      |      |
| 26 ديسمبر 2009 (السبت) | عدل | تاريخ | راقب | تصفح |

| 26 ديسمبر 2009 (السبت) | عدل | تاريخ | راقب | تصفح |

| \| 27 ديسمبر 2009 (الأحد) \| عدل \| تاريخ \| راقب \| تصفح \| |     |       |      |      |
| - أنباء غير مؤكدة عن مقتل زعيم الحوثيين عبد الملك الحوثي جراء إصابته إثر قصف جوي. (بي بي سي) - الشرطة الإيرانية تعلن مقتل 5 متظاهرين وإنها تقوم بالتحقيق في ظروف مقتلهم، والولايات المتحدة تندد وتدين العنف ضد المدنيين. (بي بي سي) - الشرطة الباكستانية في الجزء الذي تسيطر عليه باكستان من كشمير تعلن عن قيام شخص بتفجير انتحاري وسط حشد من المؤبنين الشيعة مما تسبب في مقتل 7 وإصابة 81 آخرين. (بي بي سي) - وفاة الكاتب والمفكر الفلسطيني الدكتور أنيس صايغ. (الجزيرة) |     |       |      |      |
| 27 ديسمبر 2009 (الأحد) | عدل | تاريخ | راقب | تصفح |

| 27 ديسمبر 2009 (الأحد) | عدل | تاريخ | راقب | تصفح |

| \| 28 ديسمبر 2009 (الإثنين) \| عدل \| تاريخ \| راقب \| تصفح \| |     |       |      |      |
| - وزير الخارجية اليمني أبو بكر القربي يقول إن الحكومة ملتزمة بإنهاء التمرد الحوثي وفقًا لشروطها الخمسة وإنها مستعدة لسماع أي مطالب مشروعة من جانب الحوثيين. (الجزيرة) - البرلمان السوداني يرجئ التصويت على القانون الخاص بالاستفتاء على استقلال جنوب السودان على الرغم من الإعلان عن التوصل إلى اتفاق حوله. (العربية) - حزبا الليكود وكاديما يعلنان أن زعيميهما بنيامين نتنياهو وتسيبي ليفني (في الصورة) لم يتمكنا من التفاهم حول تشكيل حكومة وحدة وطنية. (بي بي سي) |     |       |      |      |
| 28 ديسمبر 2009 (الإثنين) | عدل | تاريخ | راقب | تصفح |

| 28 ديسمبر 2009 (الإثنين) | عدل | تاريخ | راقب | تصفح |

| \| 29 ديسمبر 2009 (الثلاثاء) \| عدل \| تاريخ \| راقب \| تصفح \| |     |       |      |      |
| - الرئيس المصري محمد حسني مبارك (في الصورة) يطالب رئيس وزراء إسرائيل بنيامين نتنياهو برفع المعاناة عن الفلسطينيين. (رويترز) - الجيش اللبناني يتصدى بمضاداته لطائرات حربية إسرائيلية كانت تنفذ غارة وهمية في جنوب لبنان. (رويترز) - البرلمان السوداني يقر قانون الاستفتاء حول انفصال الجنوب المقرر إجراؤه عام 2011 بعد أن أجرى تعديلات عليه أتاحت لكل الجنوبيين المولودين بعد 1 يناير 1956 الحق في التصويت في أي مكان بالسودان دون تقييدهم بمكان محدد. (الجزيرة) |     |       |      |      |
| 29 ديسمبر 2009 (الثلاثاء) | عدل | تاريخ | راقب | تصفح |

| 29 ديسمبر 2009 (الثلاثاء) | عدل | تاريخ | راقب | تصفح |

| \| 30 ديسمبر 2009 (الأربعاء) \| عدل \| تاريخ \| راقب \| تصفح \| |     |       |      |      |
| - تفجيرين مزدوجين يهزان مدينة الرمادي غرب بغداد أديا إلى مقتل 30 شخص بينهم المسؤول الأمني لمحافظة الأنبار وجرح عشرات آخرين. (الجزيرة) - حركة حماس تعلن بأنها لا توافق على أحدث شروط إسرائيل لتبادل الأسرى وأنها طلبت من الوسيط الألماني مواصلة السعي للتوصل لاتفاق. (رويترز) - الحكومتان العراقية والبريطانية تعلنان الإفراج عن الرهينة البريطاني بيتر مور بعد أن خطف في بغداد عام 2007. (رويترز) |     |       |      |      |
| 30 ديسمبر 2009 (الأربعاء) | عدل | تاريخ | راقب | تصفح |

| 30 ديسمبر 2009 (الأربعاء) | عدل | تاريخ | راقب | تصفح |

| \| 31 ديسمبر 2009 (الخميس) \| عدل \| تاريخ \| راقب \| تصفح \| |     |       |      |      |
| - الرئيس السوري بشار الأسد (في الصورة) بعد استقباله لوفد من مجلس الشيوخ الأمريكي يدعو الولايات المتحدة والمجتمع الدولي إلى لعب دور فاعل في تحقيق السلام بالشرق الأوسط. (رويترز) - المتمردون الحوثيون في اليمن يعلنون أنهم مستعدون للتفاوض مع السعودية من أجل إنهاء القتال معها، ويصدرون رسالة صوتية لزعيمهم عبد الملك الحوثي لنفي تقارير عن مقتله. (رويترز) - مدير عام وكالة الاستخبارات الأمريكية ليون أي بانيتا يعلن عن مقتل سبعة من العاملين في الوكالة وإصابة ستة في قاعدة عسكرية أمريكية في إقليم خوست قرب الحدود مع باكستان. (بي بي سي) - العالم يحتفل برأس السنة الميلادية الجديدة 2010 عند منتصف الليل بالتوقيت المحلي لكل دولة. (بي بي سي) |     |       |      |      |
| 31 ديسمبر 2009 (الخميس) | عدل | تاريخ | راقب | تصفح |

| 31 ديسمبر 2009 (الخميس) | عدل | تاريخ | راقب | تصفح |